# Galatsion
Galatsion (în greacă: Γαλάτσι, până în 1982, cu sistemul ”Katharevousa”: Γαλάτσιον) este o suburbie a Atenei, aflată la 4 kilometri distanță de centrul orașului. Este una dintre cele mai populate zone ale Atenei, având de asemenea multe spații verzi.